# Cmentarz żydowski w Kamionce (rejon szczuczyński)
Cmentarz żydowski w Kamionce – cmentarz znajduje się w Kamionce przy ulicy Ziemcowa (М. Земцовa). Został założony około 1684 roku. 
Kirkut ma kształt prostokąta i znajduje się w północnej części miejscowości, przy drodze prowadzącej do wsi Pilewsi (Пилевси), położonej na północ.
Cmentarz służył społeczności wyznania mojżeszowego (Izraelitom), która w 1878 r. liczyła 245 osób.
Na nekropolii zachowało się kilka macew wykonanych z granitowych kamieni polnych oraz betonowy pomnik w formie złamanego pnia drzewa z obciętymi gałęziami.
Kirkut jest zdewastowany i zarośnięty krzewami.
W 2009 cmentarz został ogrodzony i uporządkowany staraniem diaspory żydowskiej i pracy amerykańskich studentów college'u Dartmouth.